# Поэма о страннике
«Поэ́ма о стра́ннике» (араб. «القصيدة «ليس الغريب) — арабская исламская поэма, написанная правнуком пророка Мухаммеда Зейн-уль-Абидином, согласно утверждениям улемов и многих мусульман. Имеет призыв к аскезе (араб. зухд) и искреннему поклонению Аллаху со страхом (араб. ат-таква) и смирением (араб. аль-хушŷ‘), отрешённости от этого мира (араб. ад-дунья) и надежду (араб. ат-тама‘) на будущий мир (араб. аль-Ахыра). 
Часто поётся как нашиды.